# Beitar Tel Aviv
Beitar Tel Aviv (Hebreeuws: מועדון כדורגל בית"ר תל אביב) was een Israëlische voetbalclub uit Tel Aviv die bestond van 1934 tot 2000. De club was medestichter van de Israëlische competitie in 1949.
Tot 1961 speelde de club onafgebroken in de hoogste klasse en verbleef dan enkele seizoenen in de 2e klasse. Na terugkeer in 1964 werd de club een echte liftploeg met van tijd tot tijd één seizoen in de 2e klasse middenmoot plaatsen maar ook af en toe uitschieters. Eind jaren 80 leek het tij te keren voor de club toen enkele hoge plaatsen achter elkaar bereikt werden, maar na de 5e plaats in 1992 volgde een degradatie. Beitar kon onmiddellijk terug promoveren en kon dan nog 2 seizoenen in de hoogste klasse spelen, het zou de laatste keer zijn dat Beitar in de hoogste klasse speelde. Nadat de club wegzakte naar de 3e klasse werd beslist om te fuseren met Sjimsjon Tel Aviv en werd zo Beitar-Sjimsjon Tel Aviv.

## Erelijst
- Beker van Israël
  - 1940, 1942

## Geschiedenis
| - 1949-50 - 6e - 1951-52 - 7e - 1953-54 - 11e - 1954-55 - 5e - 1955-56 - 7e - 1956-57 - 6e - 1957-58 - 9e - 1958-59 - 11e - 1959-60 - 10e - 1960-61 - 12e - 1964-65 - 14e - 1965-66 - 16e |  | - 1969-70 - 9e - 1970-71 - 5e - 1971-72 - 10e - 1972-73 - 8e - 1973-74 - 5e - 1974-75 - 12e - 1975-76 - 12e - 1976-77 - 4e - 1977-78 - 8e - 1978-79 - 11e - 1979-80 - 15e - 1981-82 - 15e |  | - 1983-84 - 6e - 1984-85 - 14e - 1986-87 - 13e - 1987-88 - 7e - 1988-89 - 4e - 1989-90 - 5e - 1990-91 - 3e - 1991-92 - 5e - 1992-93 - 12e - 1994-95 - 11e - 1995-96 - 15e |